# Stockholms län
Stockholms län (provincie Stockholm) is een provincie in het oosten van Zweden. Ze grenst aan de provincies Uppsala län en Södermanlands län en ligt aan de Oostzee. De hoofdstad van de provincie is Stockholm, dat tevens de hoofdstad van heel Zweden is. 
De oppervlakte van de provincie bedraagt 6488 km², wat overeenkomt met 1,6% van de totale oppervlakte van Zweden. Met een bevolking van 2.408.360 mensen (september 2021) heeft Stockholms län van alle Zweedse provincies het grootste inwonertal.

## Gemeenten
In Stockholms län liggen de volgende gemeenten:
| - Botkyrka - Danderyd - Ekerö - Haninge - Huddinge - Järfälla - Lidingö - Nacka - Norrtälje | - Nykvarn - Nynäshamn - Österåker - Salem - Sigtuna - Södertälje - Sollentuna - Solna - Stockholm | - Sundbyberg - Täby - Tyresö - Upplands Väsby - Upplands-Bro - Vallentuna - Värmdö - Vaxholm |

## Bestuur
Stockholms län heeft, zoals alle Zweedse provincies, een meerduidig bestuur. Binnen de provincie vertegenwoordigt de landshövding de landelijke overheid. Deze heeft een eigen ambtelijk apparaat, de länsstyrelse. Daarnaast bestaat de landsting, dat feitelijk een eigen orgaan is naast het län, en dat een democratisch bestuur, de landstingsfullmäktige, heeft dat om de vier jaar wordt gekozen.

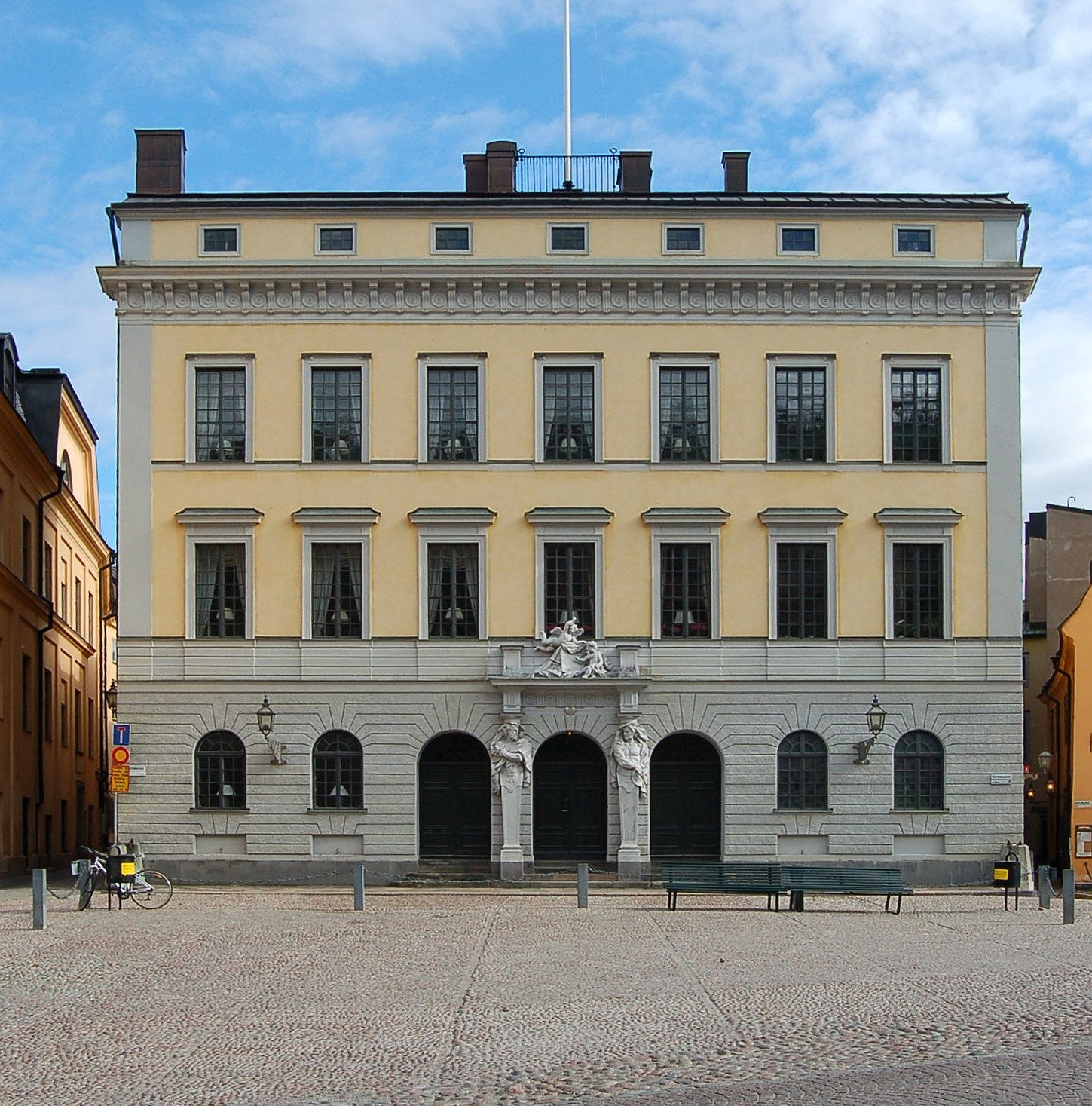
De residentie van de landshövding in Stockholm

### Landshövding
De vertegenwoordiger van de rijksoverheid in Stockholms län is sinds 1 februari 2018 Sven-Erik Österberg, een politicus van de Arbeiderspartij die eerder landshövding in Norrbottens län was.

### Landsting
De Landsting, formeel Stockholms läns landsting, wordt bestuurd door de landstingsfullmäktige. Sinds 1970 bestaat deze uit 149 leden. Uit hun midden kiezen de leden een dagelijks bestuur, de landstingstyrelsen. Stockholm heeft een coalitie bestaande uit de burgerlijke partijen (Centrumpartij, Liberalen, Christendemocraten en Moderaterna), aangevuld met de Groenen. In het dagelijks bestuur heeft de coalitie 8 leden en de oppositie 4 leden.
Bij de laatste verkiezingen, in 2018, was de zetelverdeling:
- Vänster (V): 16 zetels
- Arbeiderspartij (S): 40 zetels
- Groenen (MP): 8 zetels
- Sverigedemokraterna (SD): 15 zetels
- Centrum (C): 12 zetels
- Liberalerna (L): 12 zetels
- Christendemocraten (KD): 12 zetels
- Moderaterna (M): 34 zetels